# Gries (Graz)
Pour les articles homonymes, voir Gries (homonymie).
Gries est le 5e arrondissement de la ville autrichienne de Graz, capitale de la Styrie. Il est situé au sud-ouest du centre-ville. Il avait 30 379 habitants au 1er janvier 2021 pour une superficie de 5,05 km2.

## Lieux et monuments
On trouve notamment à Gries :
- l’église Saints-Cyrille-et-Méthode de Graz,
- la synagogue de Graz.